# 377th Theater Sustainment Command
Il 377th Theater Sustainment Command è un comando  della United States Army Reserve Command responsabile del supporto alle componenti attive nel territorio americano. Il suo quartier generale è situato presso la Joint Base McGuire-Dix-Lakehurst, New Jersey.

## Missione
Il comando ha una doppia missione:
Addestra le unità subordinate, fornendo reparti e uomini addestrati e pronti al supporto delle operazioni di emergenza all'estero e di altri requisiti globali:
Su ordine, fornisce un comando di missione centralizzato e il coordinamento per il supporto a livello operativo delle forze attive che rispondono alla difesa della patria, al supporto alla difesa delle autorità civili e alla cooperazione di sicurezza nell'area di responsabilità del U.S.Northern Command degli Stati Uniti.
Il comando è assegnato all'Army Service Component Command (USARNORTH) e partecipa a molteplici esercitazioni annuali che includono Vibrant Response, Ardent Sentry, Vigilant Shield e Defense Coordinating Office Certification Exercises. Inoltre, il comando coordina il mantenimento delle operazioni di emergenza, che spaziano dagli insediamenti presidenziali, ai discorsi sullo stato dell'Unione, alle riunioni dell'Assemblea generale delle Nazioni Unite e alle convention politiche, fino a catastrofi naturali come uragani, terremoti, incendi boschivi e disastri provocati dall'uomo.

## Organizzazione
- 4th Expeditionary Sustainment Command, San Antonio, Texas
  - 90th Sustainment Brigade
    - 316th Quartermaster Battalion
    - 348th TC Battalion

  - 211th Regional Support Group
    - 319th CSSB
    - 373rd CSSB

  - 300th Sustainment Brigade
    - 363 Quartermaster Battalion

  - 77th Quartermaster Group (Petroleum)
    - 372nd Quartermaster Battalion
    - 383rd Quartermaster Battalion
- 143rd Expeditionary Sustainment Command, Orlando, Florida
  - 207th Regional Support Group
  - 518th Sustainment Brigade
  - 641st Regional Support Group
  - 642nd Regional Support Group
- 310th Expeditionary Sustainment Command, Indianapolis, Indiana
  - 22nd Military History Detachment
  - 38th Regional Support Group
  - 398th Financial Management
  - 55th Sustainment Brigade
  - 643rd Regional Support Group
- 316th Expeditionary Sustainment Command, Coraopolis, Pennsylvania
  - 77th Sustainment Brigade
  - 301st Regional Support Group
  - 475th Quartermaster Group
  - 655th Regional Support Group
  -  3rd Expeditionary Transportation Brigade, Fort Belvoir, Virginia
    - 332nd Transportation Battalion
      -  464th Transportation Company (Medium Boat) - Equipaggiata con 8 LCM-8
      -  824th Transportation Company (Heavy Boat)

    - 359th Transportation Battalion
      -  203rd Transportation Company (LSV)
      -  949th Transportation Company (Floating Watercraft)
- Army Reserve Sustainment Command, Birmingham, Alabama
- Deployment Sustainment Command
  - 1179th Transportation Brigade
    - 1174th Deployment and Distribution Support Battalion
      - Headquarters & Headquarters Company - Fort Totten, New York
      - 873rd Port Management Detachment - Staten Island
      - 928th Automated Cargo Documentation Detachment - Staten Island
      - 652nd Terminal Supervisor Detachment - Staten Island

    - 1185th Deployment and Distribution Support Battalion
      - Headquarters & Headquarters Company - Lancaster, Pennsylvania
      - 91st Terminal Supervisor Detachment - Fort Eustis, Virginia
      - 629th Automated Cargo Documentation Detachment - Fort Eustis, Virginia

    - 1398th Deployment and Distribution Support Battalion
      - Headquarters & Headquarters Company - Baltimora, Maryland
      - 202nd Automated Cargo Documentation Detachment - Baltimora, Maryland
      - 417th Port Management Detachment - Baltimora, Maryland
      - 468th Terminal Supervisor Detachment - Fort George G. Meade, Maryland
      - 421st Terminal Supervisor Detachment - Dover Air Force Base, Maryland

  - 1189th Transportation Brigade
    - 1173th Deployment and Distribution Support Battalion
    - 1182nd Deployment and Distribution Support Battalion
    - 1186th Deployment and Distribution Support Battalion
    - 1188th Deployment and Distribution Support Battalion

  - 1190th Transportation Brigade
    - 1184th Deployment and Distribution Support Battalion
    - 1181st Deployment and Distribution Support Battalion
    - 1192nd Deployment and Distribution Support Battalion

  - 1394th Transportation Brigade
    - 1395th Deployment and Distribution Support Battalion
    - 1397th Deployment and Distribution Support Battalion

  - 757th Transportation Battalion
    - Headquarters & Headquarters Company - Milwaukee, Wisconsin
    - 1152nd Transportation Company (Railway Operations)
    - 226th Transportation Company (Railway Operations)
    - 1151st Transportation Company (Railway Operations)
    - 1150st Transportation Company (Railway Operations)